# Piazza Armerina
Piazza Armerina é uma comuna italiana da região da Sicília, província de Enna, com cerca de 21.040 habitantes. Estende-se por uma área de 302 km², tendo uma densidade populacional de 70 hab/km². Faz fronteira com comunilimitrofi = Aidone, Assoro, Barrafranca, Caltagirone (CT), Enna, Mazzarino (CL), Mineo (CT), Mirabella Imbaccari (CT), Pietraperzia, Raddusa (CT), San Cono (CT), San Michele di Ganzaria (CT), Valguarnera Caropepe.

## Demografia
| Variação demográfica do município entre 1861 e 2011                               |
|                                                                                   |
| Fonte: Istituto Nazionale di Statistica (ISTAT) - Elaboração gráfica da Wikipedia |